# Parkinson Peak
Parkinson Peak är en bergstopp i Antarktis. Den ligger i Östantarktis. Australien gör anspråk på området. Toppen på Parkinson Peak är 690 meter över havet.
Terrängen runt Parkinson Peak är kuperad, och sluttar brant österut. Trakten är obefolkad. Det finns inga samhällen i närheten. 